# Vega del Paso
Vega del Paso är en ort i Mexiko.   Den ligger i kommunen El Higo och delstaten Veracruz, i den sydöstra delen av landet, 260 km norr om huvudstaden Mexico City. Vega del Paso ligger 32 meter över havet och antalet invånare är 326.
Terrängen runt Vega del Paso är platt. Runt Vega del Paso är det ganska glesbefolkat, med 34 invånare per kvadratkilometer. Närmaste större samhälle är El Higo, 5,9 km nordost om Vega del Paso. Trakten runt Vega del Paso består till största delen av jordbruksmark.